# Bo Kimble
Gregory Kevin „Bo“ Kimble (* 9. April 1966 in Philadelphia, Pennsylvania) ist ein ehemaliger US-amerikanischer Basketballspieler.
Große Bekanntheit erlangte er während seines Studiums an der Universität von Loyola Marymount zwischen 1987 und 1990. Er formte in dieser Zeit vor allem mit seinen Mitspielern Eric „Hank“ Gathers, Jeff Fryer und Terrell Lowery und einem Offensivkonzept von Coach Paul Westhead das angriffsstärkste Team in der Geschichte des Collegebasketballs.

## Highschool und College
Vor seiner Zeit bei den Loyola Marymount Lions spielte Kimble gemeinsam mit seinem besten Freund, Hank Gathers, für die Dobbins Technical High School in Philadelphia. Angetrieben von diesem talentiertesten Duo im Schulbasketball gewann Dobbins die Meisterschaft 1985. Diese Erfolge verleiteten Coach Stan Morrison und dessen Assistenten David Spencer (ein später sehr guter Freund von Kimble und Gathers), beide Athleten zur USC zu holen, einem renommierten Sport-College in Kalifornien. Doch bei den USC Trojans lief es vor allem für Gathers nicht wie gewünscht. Gathers entschied sich, die Schule zu verlassen und Richtung Loyola Marymount abzuwandern, Kimble tat es ihm gleich. Wegen der Transferregel in der NCAA waren beide in ihrer ersten Saison zum Zuschauen verurteilt und griffen erst 1987/88 wieder in das Spielgeschehen ein.
Vom ersten Tag an auf dem Parkett von Loyola Marymount begann die Kimble-Gathers-Show. Kimble, der introvertierte Scharfschütze, und Gathers, extrovertiert und enorm sprungstark, ergänzten sich in einer noch nie da gewesenen Art und Weise, gegnerische Teams wurden geradezu vernichtet. LMU brach sämtliche Offensivrekorde der NCAA und hatte in Gathers (32.7) den besten Korbjäger der Saison 1988–89, in Kimble (35.3) den der folgenden Spielzeit. Begegnungen, in denen beide Akteure über 30 Punkte machten, waren keine Seltenheit.

## Tod von Hank Gathers
Während des 1990er Turniers der West Coast Conference, Sekunden nach einem spektakulären Alley-Oop-Dunk von Lowery auf Gathers, kollabierte Gathers und verstarb wenig später im Daniel Freeman Memorial Hospital. Kimble beschrieb seine Fahrt vom Gersten Pavilion, der Spielstätte der Lions, zum Krankenhaus später als „einen Weg von etwa 10 Minuten, der aber ein Leben lang zu dauern schien.“
Im Gedenken an seinen verstorbenen Freund warf Kimble zu Beginn einer jeden folgenden Partie seinen ersten Freiwurf mit der linken, statt wie gewöhnlich rechten, Hand und verwandelte alle. Gathers war stets ein schlechter Freiwurf-Schütze, sodass er im Training manchmal vor Verzweiflung mit links warf.
Trotz aller Bedenken und massiver Medienbeeinflussung entschied sich die übrige Mannschaft von Loyola Marymount das Turnier auch ohne Hank Gathers fortzusetzen. Ein unbändiger Siegeswille und ungebremste Fanunterstützung sollten das Fehlen des charismatischen Leaders ausgleichen. "For You, Hank" war in den Hallen zu lesen. Und Kimble, der auch Jahre danach schwer mit dem Tod von "Hank the Bank" zu kämpfen hatte, spielte nun wie im Rausch. Auch der Titelverteidiger im Collegebasketball, Michigan, fand kein Mittel gegen die Leidenschaft und Hingabe Kimbles. Kimble, Fryer und Lowery machten zusammen 101 Punkte, der Favorit wurde vorgeführt und mit einem unglaublichen 149-115 (ein Collegespiel dauert nur 40 Minuten!) aus dem Turnier geworfen.

## NBA
Nach seinem erfolgreichen Abschneiden auf dem College wurde Kimble an achter Stelle des 1990er NBA Draft von den Los Angeles Clippers gezogen. Zu diesem Zeitpunkt trugen die Clippers ihre Heimspiele in der Los Angeles Memorial Sports Arena aus, demselben Gebäude in dem Gathers und Kimble für USC aktiv waren. Trotz hoher Erwartungen wurde Kimble kein Star in der NBA. Verletzungen, unvorteilhafte Trainerentscheidungen und nicht zuletzt psychische Probleme durch die Verarbeitung des Todes von Gathers verhinderten dies. Nach zwei Jahren in Los Angeles wurde Kimble im Tausch an die New York Knicks abgegeben und wurde Teil eines der besten NBA-Teams der 1990er Jahre. Er selbst spielte aufgrund von Verletzung und suizider Tendenzen nur neun Spiele und beendete im Anschluss seine Karriere in der NBA.

## Das Leben danach
1991 spielte Kimble in dem Drama "Heaven is a Playground" den Basketballer Matthew Lockhart, dessen charakteristische Züge und Verhaltensweisen doch sehr an den echten Kimble erinnerten.
Sein Lebenswerk vollendete Kimble mit dem 1992 erschienenen Buch "For You, Hank", in dem er sowohl das Leben als auch den Verlust von Gathers beschreibt, sich auch mit kleinsten Details ausgiebig auseinandersetzt. Für ihn mit Sicherheit eine Art Vergangenheitsbewältigung, für wirklich Basketballinteressierte ein Meilenstein.
Am 29. Januar 2005, während der Halbzeit eines 63:46-Sieges gegen Pepperdine, wurden Gathers, Kimble und weitere Mitglieder des damaligen Teams von Loyola in die Hall of Fame der Universität aufgenommen.